# Сказания Меекханского пограничья
«Сказания Меекханского пограничья» (польск. Opowieści z meekhańskiego pogranicza) — цикл произведений в жанре фэнтези польского писателя Роберта М. Вегнера. Цикл состоит из четырёх сборников новелл, каждый из которых посвящён одному из регионов вымышленного мира саги и объединён общими персонажами, а также из нескольких романов.

## Мир произведения
Действие цикла разворачивается в вымышленном мире, технически условно соответствующему европейскому Средневековью, но по устройству, военной подготовке и подходу к управлению провинциями похожему на Римскую империю. Центром охватываемого повествованием региона является могущественная и обширная империя Меекхан — на севере её естественной границей выступает ледник и горы, на юге — пустыни и горы, океан на западе и степи на востоке. Империя населена меекханцами — потомками кочевых племён, пришедших с востока за полторы тысячи лет до начала основных событий саги, и частично ассимилированными потомками коренных народов, покорённых меекханцами. Меекханская империя имеет могущественную регулярную армию, развитую внешнюю («гончие») и внутреннюю («крысы») разведку, управляется императором и Советом Первых, в который входит аристократия. 
В мире Меекхана существует магия (называемая «Силой») и маги, объединённые в гильдии, состоящие на службе империи. Магия черпается из естественных «источников силы» и разделяется на направления («аспекты») — каждый обученный маг владеет одним или несколькими аспектами силы. Собственными видами магии владеют народы, живущие за пределами Меекхана (например, магия подчинения духов). Магия, подчинённая человеку, широко используется в повседневной жизни, в форме заклинания погоды, во время военных действий, при изготовлении магических предметов и т.д. Кроме магии в мире Меекхана существуют многочисленные боги, которые могут приходить в мир людей в форме авендери (смертные оболочки), вселяясь в людей или животных.

## Сюжет
Сюжетные линии саги поначалу развиваются параллельно, каждому региону соответствует один или несколько главных персонажей. На Севере — молодой лейтенант Горной Стражи и его люди, которым поручено охранять горные рубежи империи, а также расследовать убийства и таинственные исчезновения людей. На Юге отправной точкой сюжета служит драматическая история любви молодого воина из народа иссарам и девушки-меекханки. Трагедия их отношений в том, что иссарам должны убивать любого чужака, кто увидит их лицо, а чтобы стало возможным жениться на девушке из другого народа, та должна навсегда пожертвовать зрением. На Востоке зреет новая война с кочевниками, с предвестиями которой сталкиваются члены вольного чаардана (конного отряда) прославленного меекханского генерала Ласкольника. На Западе в портовом городе, некогда входившим в состав империи Меекхан, молодой вор по имени Альтсин оказывается втянут в одну за другой интриги, за которыми стоят самые влиятельные люди города. 
Постепенно сюжетные линии и персонажи начинают пересекаться и переплетаться между собой, когда оказывается, что все главные персонажи так или иначе связаны с могущественными и таинственными магическими силами, вырывающимися из других, тёмных миров. В романе «Небо цвета стали» сюжетные линии «Севера» и «Востока» сходятся в одну, когда народ фургонщиков-верданно, некогда покинувший степи и ставший частью жителей империи Меекхан, решает вернуться на родину. В этом фургонщикам помогает рота Горной Стражи и вольный чаардан Ласкольника.
В романе «Память всех слов» история концентрируется на персонажах «Юга» и «Запада», лишь мельком пересекающихся между собой. Альтсин пытается избавиться из засевшей в нём тёмной частицы души бога войны, которая влияет на его разум и чувства, Йатех продолжает путешествовать с Канайонесс, затеявшей игры с богинями судьбы, а Деана сталкивается с князем Белого Коноверина и оказывается втянута в череду придворных интриг. В самом конце прибывшие к северной границе воины Горной Стражи обнаруживают,что практически все племена ахеров сконцентрировались у имперских рубежей.

## Персонажи
Север:
- Кеннет-лив-Даравит — молодой рыжеволосый лейтенант Горной Стражи, командир роты «Красные Шестерки», один из главных протагонистов серии.
- Вархен Велергорф — десятник в роте Кеннета, горец по происхождению; седой и усатый мужчина с племенными татуировками на лице и руках.
- Андан-кейр-Треффер — самый молодой из десятников Кеннета; невысокий и кряжистый мужчина.
- Борехед — великий шаман горного племени «ахеров», владеющий магией подчинения духов; немолодой, худощавый и жилистый мужчина, ростом около пяти футов (что довольно значительно для представителей его народа).

Юг:
- Йатех д’Кллеан — молодой воин из народа иссарам, чьи обычаи предписывают скрывать лицо от чужаков, один из центральных персонажей цикла. Блестяще владеет клинками; в семнадцать лет нанялся наёмником-телохранителем в семью купца-меекханца.
- Эрин-кер-Ноель — богатый меекханский купец, взявший Йатеха на службу; отец двоих детей, Эрафа и Исанель.
- Исанель — молодая девушка, дочь Эрина-кер-Ноеля, возлюбленная Йатеха.
- Деана — незамужняя женщина из народа иссарам, сестра Йатеха, посвятившая себя овладению боевым искусством и добившаяся в этом деле большого мастерства.
- Канайонесс, или Кана — таинственная девушка, обладающая необычной магической силой, отличается странным поведением и манерой разговора. О ней известно мало, встречающиеся с ней персонажи находят её могущественной, но отмеченной безумием. Нашла и спасла в пустыне умирающего Йатеха, чтобы сделать его своим личным слугой, охранником и воином.

Восток:
- Кайлеан — молодая девушка, чистокровная меекханка, в детстве потерявшая родителей и воспитанная в приёмной семье из народа фургонщиков-верданно. Владеет запрещённой в империи магией призывать и впускать в себя души живых существ, однако не использует свой дар злонамеренно, а лишь в течение многих лет держит подле себя дух своего некогда любимого пса, с которым может «соединяться» в минуты опасности. Состоит в чаардане Генно Ласкольника.
- Генно Ласкольник — легендарный меекханский генерал, почитающийся как герой войны с кочевниками и создатель имперской конницы. После одержанной победы и фактически спасения Меекхана, был награждён и обласкан императором, однако так и не нашёл своего места в светском обществе и в итоге стал предводителем вольного чаардана — отряда конников, несущих службу на восточных границах империи. Как и многие в его чаардане, владеет запрещённой в империи магией, имеет способность понимать лошадей.
- Дагена Оанитер — девушка из степного племени геарисов, потомственная чародейка, владеющая запретной магией связи с духами. Подруга Кайлеан, вместе с ней состоит в чаардане Ласкольника. Носит с собой множество амулетов и племенных украшений. В опасные минуты призывает на помощь предков, в том числе покойную бабушку, чьи останки возит с собой в мешочке.
- Кошкодур — член чаардана Ласкольника и его доверенное лицо; некогда имперский солдат, сражавшийся под началом Ласкольника во время войны с кочевниками, после ставший разбойником. Разбивший его банду Ласкольник предложил Кошкодуру порвать с преступной жизнью и снова служить под его началом. Как и многие подобранные Ласкольником люди, владеет особой силой — является «Двусущным», то есть может превращаться в льва (точнее, меняться сущностями).
- Йавенир — вождь се-кохландийцев, носящий титул Отец войны, на момент начала основных событий цикла — девяностолетний старик. Весть о его предполагаемой болезни и скорой смерти служит завязкой сюжета и отправной точкой событий романа «Небо цвета стали». Великолепный тактик, отличающийся хитростью, коварством и жестокостью, благодаря которым в течение многих десятков лет удерживал власть над многими кланами.

Запад:
- Альтсин — молодой вор из портового города Понкее-Лаа, сирота, с детства связанный с могущественной воровской гильдией города. Альтсин пользуется у коллег репутацией очень умелого, но вместе с тем рискового и безрассудного вора, его часто нанимают или вербуют для особо сложных и опасных поручений.
- Цетрон по прозвищу Толстый — один из самых влиятельных и уважаемых людей в городе и глава собственной воровской гильдии, входящей в преступное объединение «Лига Шапки»; крупный мужчина средних лет. Обладает немалой властью в городе и пользуется уважением как у преступников, так и у обычных горожан, которым даёт ссуды или защищает от произвола взамен на лояльность Лиге.
- Явиндер — старый слепой прорицатель из города Понкее-Лаа, живущий в хижине на небольшом речном островке. Несмотря на то, что берёт за свои услуги очень дорого и очевидно должен был скопить немалые богатства, его хижина и мебель сколочены из приносимого рекой хлама. Силы Явиндера связаны с рекой Эльхаран, а его возраст намного больше, чем может представить обычный человек.

## Состав цикла
- Север. Топор и скала (Północ)  
  - Честь горца (Honor górala), 2006
  - Все мы меекханцы (Wszyscy jesteśmy Meekhańczykami), 2009
  - Каждый получит свою козу (Każdy dostanie swoją kozę), 2009
  - Багрянец на плаще (Szkarłat na płaszczu), 2009
  - Кровь наших отцов (Krew naszych ojców), 2009
- Юг. Меч и жар (Południe)
  - Ибо люблю тебя больше жизни (Ponieważ kocham cię nad życie), 2006
  - Будь у меня брат (Gdybym miała brata), 2007
  - Поцелуй скорпиона (Pocałunek skorpiona), 2009
  - Убей мою память (Zabij moje wspomnienia), 2009
- Восток. Стрела и ветер (Wschód)  
  - И станешь ты стеною (I będziesz murem), 2007
  - Лучшие, каких можно купить (Najlepsze, jakie można kupić…), 2010
  - Колесо о восьми спицах (Koło o ośmiu szprychach), 2010
  - Вот наша заслуга (Oto nasza zasługa), 2010
- Запад. Кинжал и море (Zachód) 
  - Свет на клинке (Światło na klindze miecza), 2007
  - Мешок, полный змей (Sakiewka pełna węży), 2010
  - Объятия города (Objęcia miasta), 2010
  - Река воспоминаний (Rzeka wspomnień), 2010
- Небо цвета стали (Niebo ze stali), 2012
- Память всех слов (Pamięć wszystkich słów), 2015
- Каждая мертвая мечта (Każde martwe marzenie)[3], 2018

## Награды и номинации
Награды:
- 2009 — Премия имени Януша Зайделя за рассказ «Все мы меекханцы»;
- 2011 — Премия SFinks за рассказ «Лучшие, каких можно купить»;
- 2012 — Премия им. Януша А. Зайделя за роман «Небо цвета стали»;
- 2013 — Премия SFinks и Премия им. Ежи Жулавского (серебро) за роман «Небо цвета стали»;
- 2015 — Премия им. Януша А. Зайделя за роман «Память всех слов»;
- 2016 — Премия им. Ежи Жулавского (серебро) за роман «Память всех слов»;
- 2016 — Книга года («Сказания Меекханского пограничья») по версии журнала «Мир Фантастики»[4]

Номинации:
- 2007 — номинация на Премию «Nautilus» за рассказ «И станешь ты стеною»;
- 2009 — номинация на Премию «Nautilus» за рассказ «Все мы меекханцы»;
- 2010 — номинация на Премию им. Януша А. Зайделя и премию «Nautilus» за рассказ «Лучшие, каких можно купить»;
- 2011 — номинация на Премию SFinks за рассказ «Колесо о восьми спицах» (10-е место)